# Peter Julius Hansen
Peter Julius Hansen, född 3 april 1801 i Köpenhamn, död 12 december 1865, var en dansk trädgårdsmästare. Han var bror till Martin Hansen.  
Hansen gick först i snickarlära, men blev senare trädgårdsmästare och förpaktade 1826 Ventegodthave vid Köpenhamn. Efter några år startade han en handelsträdgård på Blegdamsvejen, och slutligen köpte han 1834 ett stycke markjord på Nørrebro, där han anlade en större handelsträdgård, dit envar, som hade intresse for nya och vackra växter, sällan gick förgäves. Den första gången, en teros blommade i Danmark, var i hans växthus, den första dahliasamling, som utställdes i landet, härstammade från hans trädgård, ja, 1854 och närmast påföljande år lyckades han få jättenäckrosen från Amazonfloden, Victoria regia, i blomning, något som väckte stor uppsikt. År 1857 köpte han en bondgård, och egendomen på Nørrebro såldes som byggnadsmark.